# 堂本光一のアンラッキー研究所
『堂本光一のアンラッキー研究所』（どうもとこういちのあんらっきーけんきゅうじょ）は、日本テレビで2008年から不定期に放送されていたバラエティ番組である。2012年まで6回放送された。

## 内容
実際に体験した笑える不幸話をゲストが持ち寄って発表する。研究員はその不幸話が「アンラッキー」か「アンラッキーじゃない」かを判定する。

## 主な出演者

### 所長
- 堂本光一

### 助手
- 夏目三久（日本テレビアナウンサー、第1回・第2回）
- 小林麻央（第3回）
- 高樹千佳子（第4回）
- 鈴江奈々（第5回）
- ブラックマヨネーズ（第6回）[1]

### 準レギュラー出演者
- 関根勤
- 柴田理恵
- 山崎弘也（アンタッチャブル）

## 放送回
| 回数  | 放送日時                    | 備考                                     | 視聴率 |
| ----- | --------------------------- | ---------------------------------------- | ------ |
| 第1回 | 2008年10月25日13:30 - 14:30 | 『サタデーバリューフィーバー』内で放送。 |        |
| 第2回 | 2009年1月14日22:00 - 23:24  | プライムタイム初放送。                   | 8.3%   |
| 第3回 | 2009年9月26日22:00 - 23:24  | この回からフルレターボックス放送。       | 11.3%  |
| 第4回 | 2010年4月5日22:00 - 23:24   |                                          | 10.4%  |
| 第5回 | 2011年1月4日22:00 - 23:24   |                                          | 9.7%   |
| 第6回 | 2012年1月2日23:19 - 24:49   |                                          | 7.2%   |

## スタッフ

### 第6回時点
- 企画・演出：徳永清孝
- 構成：町山広美
- TM：木村博靖（第4回までは、CAM）
- SW：小林宏義
- CAM：鎌倉和由
- MIX：今野健
- AUD：亘美代子
- PA：石原愛子
- VE：服部博
- VTR：高橋卓
- 照明：高星武志
- モニター：ミジェット
- 美術協力：日テレアート
- 美術：大川明子
- デザイン：栗原純二
- CG：イン・デザイン
- TK：山岸由佳
- 音効：鈴木信行
- 編集・MA：ヌーベルバーグ
- リサーチ：佐藤慎司
- デスク：小原麻実（第2回も担当）
- 協力：ジャニーズ事務所
- 編成：吉無田剛
- 広報：角田久美子
- 営業：齋藤尚宣
- ディレクター：藤原耕治、和田英智、小田清仁、田中智洋
- プロデューサー：伊東修（第6回～）、佐々木俊勝、村上早苗、小森節子（第6回～）
- チーフプロデューサー：藤井淳（第5回～、第4回までは、チーフクリエイター）
- 制作協力：E company
- 製作著作：日本テレビ

### 過去のスタッフ
- プロデューサー：環真吾（第4回）
- ディレクター：川口信洋、森下剛（第2回は演出補、共に第4回）
- 編成企画：大山恭平（第2回）
- 編成：戸田一也（第2回）、松隈美和（第4回）
- 広報：高木明子（第4回）
- 営業：阿部寿徳（第2回）、佐藤俊之（第4回）
- デスク：寺田まゆみ（第4回）
- リサーチ：デグナ
- 演出補：松田恵里子（第2回）、飯石麻衣子（第2回）
- 編集・MA：e-naスタジオ
- AUD：山田値久（第2回）、中村宏美（第4回）
- VE：佐藤満（第2回）、鈴木昭博（第4回）
- VTR：山口孝志（第2回）
- TK：山沢啓子（第2回）
- TM：高木冬夫（第4回）